# 視覺小說數據庫
视觉小说数据库（简称VNDB）是一个面向视觉小说的网络数据库、wiki和网络论坛。截至2021年5月，视觉小说数据库一共收录了约29,000部视觉小说，其论坛部分也有约19万名注册用户。网站背景图中的角色是《AS～天使小夜曲》的女主角“菈司蒂·琺姒”。《电子游戏月刊》评价称VNDB在帮助视觉小说走向国际化的过程中起到了重要的作用。

## 历史
视觉小说数据库由（网名为）设立。他在游玩了之后，惊讶于网络上没有一个供玩家交流视觉小说、寻找视觉小说的地方，故花费了三个星期的时间创立了VNDB，作为玩家集中讨论、收集视觉小说的场所。在创立后的一年内，视觉小说数据库便已收录1,000部视觉小说。